# Gigantes de Carolina 2017 (pallavolo femminile)
Questa voce raccoglie le informazioni riguardanti le Gigantes de Carolina nella stagione 2017.

## Organigramma societario
Area direttiva
- Presidente: William López

Area tecnica
- Allenatore: Xiomara Molero

## Rosa
| N° | Nome              | Ruolo | Data di nascita   | Nazionalità sportiva |
| -- | ----------------- | ----- | ----------------- | -------------------- |
| 2  | Adriana Viñas     | L     | 1º marzo 1994     | Porto Rico           |
| 3  | Alexandra Rivera  | L     | 18 febbraio 1993  | Porto Rico           |
| 4  | Elisabeth Andino  | S     | 14 aprile 1992    | Porto Rico           |
| 6  | Kierra Holst      | S     | 24 marzo 1994     | Stati Uniti          |
| 6  | Nicole Walch      | S     | 5 novembre 1993   | Stati Uniti          |
| 7  | Aida Bauzá        | S     | 20 settembre 1989 | Porto Rico           |
| 8  | Keila Rodríguez   | S     | 26 ottobre 1992   | Porto Rico           |
| 9  | Naya Crittenden   | O     | 15 giugno 1995    | Stati Uniti          |
| 10 | Idalia Andino     | S     | 10 ottobre 1990   | Porto Rico           |
| 11 | Alba Hernández    | C     | 3 ottobre 1994    | Porto Rico           |
| 12 | Odemaris Díaz     | C     | 15 marzo 1982     | Porto Rico           |
| 14 | Lizzelle Cintrón  | C     | 5 marzo 1986      | Porto Rico           |
| 15 | Sandraliz García  | P     | 17 marzo 1992     | Porto Rico           |
| 17 | Michelle Nogueras | P     | 5 dicembre 1988   | Porto Rico           |
| 20 | Kyra Holt         | S     | 5 maggio 1995     | Stati Uniti          |

## Mercato
| Acquisti | Acquisti         | Acquisti              | Acquisti   |
| R.       | Nome             | da                    | Modalità   |
| -------- | ---------------- | --------------------- | ---------- |
| L        | Adriana Viñas    | Long Island           | definitivo |
| L        | Alexandra Rivera | -                     | definitivo |
| S        | Elisabeth Andino | Valencianas de Juncos | definitivo |
| S        | Keila Rodríguez  | Changas de Naranjito  | definitivo |
| O        | Naya Crittenden  | Illinois              | definitivo |
| S        | Idalia Andino    | -                     | definitivo |
| C        | Alba Hernández   | UPR Rio Piedras       | definitivo |
| P        | Sandraliz García | Valencianas de Juncos | definitivo |
| S        | Kyra Holt        | Washington State      | definitivo |
| S        | Kierra Holst     | RC Cola-Army          | definitivo |
| S        | Nicole Walch     | Köpenicker            | definitivo |

| Cessioni | Cessioni             | Cessioni              | Cessioni   |
| R.       | Nome                 | a                     | Modalità   |
| -------- | -------------------- | --------------------- | ---------- |
| L        | Laurie González      | -                     | ritirata   |
| L        | Ileanushka Maldonado | Changas de Naranjito  | definitivo |
| P        | Yamari Padilla       | Polluelas de Aibonito | definitivo |
| S/O      | Vanessa Vélez        | -                     | ritirata   |
| S        | Marialix Reyes       | -                     | ritirata   |
| C        | Zoé Sostre           | Polluelas de Aibonito | definitivo |
| S        | Stephanie Niemer     | Criollas de Caguas    | definitivo |
| S        | Daniela Bertrán      | -                     | ritirata   |
| P        | Nomarie Esclusa      | -                     | ritirata   |
| C/O      | Katherine Bell       | Manisa BB             | definitivo |
| O        | Naya Crittenden      | VolAlto Caserta       | definitivo |
| S        | Kierra Holst         | -                     | definitivo |
| S        | Keila Rodríguez      | Orientales de Humacao | definitivo |

## Risultati

### LVSF

#### Regular season
| 1ª giornata - 25 gennaio 2017 Coliseo Guillermo Angulo, Carolina           | Gigantes de Carolina    | 1 - 3 | Valencianas de Juncos   | 22-25, 18-25, 25-18, 15-25        |
| 2ª giornata - 27 gennaio 2017 Coliseo Salvador Dijols, Ponce               | Leonas de Ponce         | 3 - 1 | Gigantes de Carolina    | 23-25, 25-19, 30-28, 25-18        |
| 3ª giornata - 2 febbraio 2017 Coliseo Guillermo Angulo, Carolina           | Gigantes de Carolina    | 1 - 3 | Indias de Mayagüez      | 20-25, 21-25, 25-22, 23-25        |
| 4ª giornata - 4 febbraio 2017 Coliseo Héctor Solá Bezares, Caguas          | Criollas de Caguas      | 3 - 0 | Gigantes de Carolina    | 25-14, 25-20, 25-21               |
| 5ª giornata - 8 febbraio 2017 Coliseo Guillermo Angulo, Carolina           | Gigantes de Carolina    | 2 - 3 | Orientales de Humacao   | 23-25, 25-20, 20-25, 25-19, 6-15  |
| 6ª giornata - 10 febbraio 2017 Coliseo José Marrón Aponte, Aibonito        | Polluelas de Aibonito   | 3 - 0 | Gigantes de Carolina    | 25-18, 25-11, 25-15               |
| 7ª giornata - 12 febbraio 2017 Coliseo Guillermo Angulo, Carolina          | Gigantes de Carolina    | 3 - 0 | Capitalinas de San Juan | 25-17, 25-17, 25-19               |
| 8ª giornata - 17 febbraio 2017 Coliseo Guillermo Angulo, Carolina          | Gigantes de Carolina    | 0 - 3 | Changas de Naranjito    | 16-25, 16-25, 23-25               |
| 9ª giornata - 19 febbraio 2017 Coliseo Roberto Clemente, San Juan          | Capitalinas de San Juan | 1 - 3 | Gigantes de Carolina    | 21-25, 25-19, 22-25, 22-25        |
| 10ª giornata - 24 febbraio 2017 Palacio de Recreación y Deportes, Mayagüez | Indias de Mayagüez      | 3 - 0 | Gigantes de Carolina    | 25-17, 25-18, 26-24               |
| 11ª giornata - 26 febbraio 2017 Coliseo Emilio Huyke, Humacao              | Orientales de Humacao   | 3 - 2 | Gigantes de Carolina    | 27-25, 24-26, 19-25, 25-19, 15-12 |
| 12ª giornata - 3 marzo 2017 Coliseo Guillermo Angulo, Carolina             | Gigantes de Carolina    | 1 - 3 | Polluelas de Aibonito   | 17-25, 25-22, 20-25, 23-25        |
| 13ª giornata - 5 marzo 2017 Coliseo Guillermo Angulo, Carolina             | Gigantes de Carolina    | 2 - 3 | Leonas de Ponce         | 25-20, 18-25, 25-21, 16-25, 12-15 |
| 14ª giornata - 8 marzo 2017 Coliseo Gelito Ortega, Naranjito               | Changas de Naranjito    | 2 - 3 | Gigantes de Carolina    | 25-17, 28-26, 25-15, 19-25, 13-15 |
| 15ª giornata - 11 marzo 2017 Coliseo Rafael Amalbert, Juncos               | Valencianas de Juncos   | 2 - 3 | Gigantes de Carolina    | 25-19, 20-25, 25-22, 17-25, 9-15  |
| 16ª giornata - 15 marzo 2017 Coliseo Guillermo Angulo, Carolina            | Gigantes de Carolina    | 2 - 3 | Criollas de Caguas      | 25-18, 21-25, 11-25, 25-23, 14-16 |
| 17ª giornata - 18 marzo 2017 Coliseo Gelito Ortega, Naranjito              | Changas de Naranjito    | 0 - 3 | Gigantes de Carolina    | 18-25, 18-25, 24-26               |
| 18ª giornata - 21 marzo 2017 Coliseo Guillermo Angulo, Carolina            | Gigantes de Carolina    | 3 - 1 | Criollas de Caguas      | 27-25, 22-25, 25-23, 25-19        |
| 19ª giornata - 24 marzo 2017 Palacio de Recreación y Deportes, Mayagüez    | Indias de Mayagüez      | 3 - 0 | Gigantes de Carolina    | 25-17, 26-24, 26-24               |
| 20ª giornata - 26 marzo 2017 Coliseo Roberto Clemente, San Juan            | Capitalinas de San Juan | 1 - 3 | Gigantes de Carolina    | 25-21, 22-25, 18-25, 18-25        |
| 21ª giornata - 29 marzo 2017 Coliseo Guillermo Angulo, Carolina            | Gigantes de Carolina    | 1 - 3 | Leonas de Ponce         | 25-16, 22-25, 21-25, 21-25        |
| 22ª giornata - 31 marzo 2017 Coliseo Guillermo Angulo, Carolina            | Gigantes de Carolina    | 0 - 3 | Valencianas de Juncos   | 18-25, 23-25, 21-25               |
| 23ª giornata - 6 aprile 2017 Coliseo Guillermo Angulo, Carolina            | Gigantes de Carolina    | 3 - 2 | Polluelas de Aibonito   | 25-27, 25-21, 24-26, 25-14, 15-11 |
| 24ª giornata - 8 aprile 2017 Coliseo Emilio Huyke, Humacao                 | Orientales de Humacao   | 0 - 3 | Gigantes de Carolina    | 18-25, 23-25, 16-25               |

#### Play-off
| Quarti di finale (gara 1) - 11 aprile 2017 Coliseo Rafael Amalbert, Juncos     | Valencianas de Juncos | 3 - 0 | Gigantes de Carolina  | 25-14, 25-15, 25-19        |
| Quarti di finale (gara 2) - 13 aprile 2017 Coliseo Héctor Solá Bezares, Caguas | Criollas de Caguas    | 3 - 0 | Gigantes de Carolina  | 25-18, 25-15, 25-18        |
| Quarti di finale (gara 4) - 17 aprile 2017 Coliseo Guillermo Angulo, Carolina  | Gigantes de Carolina  | 1 - 3 | Valencianas de Juncos | 25-21, 24-26, 16-25, 13-25 |
| Quarti di finale (gara 6) - 21 aprile 2017 Coliseo Guillermo Angulo, Carolina  | Gigantes de Carolina  | 3 - 1 | Criollas de Caguas    | 22-25, 25-19, 25-18, 26-24 |

## Statistiche

### Statistiche di squadra
| Competizione | Punti | In casa | In casa | In casa | In trasferta | In trasferta | In trasferta | Totale | Totale | Totale |
| Competizione | Punti | G       | V       | P       | G            | V            | P            | G      | V      | P      |
| ------------ | ----- | ------- | ------- | ------- | ------------ | ------------ | ------------ | ------ | ------ | ------ |
| LVSF         | 28    | 14      | 4       | 10      | 14           | 6            | 8            | 28     | 10     | 18     |
| Totale       | -     | 14      | 4       | 10      | 14           | 6            | 8            | 28     | 10     | 18     |

G = partite giocate; V = partite vinte; P = partite perse